# Anne de La Vigne
Anne de La Vigne, född 1634 i Vernon, död 1684 i Paris, var en fransk poet och naturfilosof som var en anhängare av René Descartes. Hon var dotter till en aktad läkare. Hon är mera känd för sin poesi än för sin naturfilosofiska verksamhet. Hon var född i Vernon, Eure och dog i Paris vid en ålder av 50 år.